# Leptotes bicolor
Leptotes bicolor é uma espécie de orquídea epífita de crescimento cespitoso que habita áreas mais secas da mata atlântica da Bahia ao Rio Grande do Sul, no Brasil e também o leste do Paraguai. São pequenas plantas, que pela morfologia vegetativa poderiam ser comparadas a pequenas Brassavola, devido a suas folhas roliças. No entanto, apesar desta semelhança, são relacionadas mais proximamente à Loefgrenianthus e Pseudolaelia e Schomburgkia. É a espécie-tipo do gênero Leptotes e a com mais ampla dispersão.
Apresentam rizoma curto e pseudobulbos muito pequenos que quase imperceptivelmente prolongam-se em uma longa folha carnosa teretiforme, ereta ou pendente, que apresenta um sulco mais ou menos profundo na face. A inflorescência é apical, curta, e comporta de uma a diversas flores grandes se comparadas à dimensões da planta, mas pequenas quando comparadas às orquídeas mais frequentemente cultivadas. As flores apresentam-se meio tombadas, em algumas espécies formando conjunto de aspecto muito vistoso. As flores geralmente são de coloração brancas, com labelo manchado de púrpura ou lilás. As pétalas e sépalas são parecidas, o labelo é trilobado, possuindo garras que se prendem aos lados da coluna. Esta é curta e possui seis polínias de tamanhos desiguais, quatro grandes e duas pequenas.
Pertence ao grupo de folhas longas, e flores estreitas. Pode ser reconhecida por sua floração geralmente abundante, de flores estreitas com segmentos brancos e labelo púrpura vivo, sendo a mais vistosa das espécies.